# Bathysalenia
Bathysalenia is een geslacht van zee-egels uit de familie Saleniidae.

## Soorten
- Bathysalenia cincta (A. Agassiz & H.L. Clark, 1907)
- Bathysalenia goesiana (Lovén, 1874)
- Bathysalenia phoinissa (A. Agassiz & H.L. Clark, 1908)
- Bathysalenia scrippsae (Zullo & Allison, 1964)
- Bathysalenia sculpta (Koehler, 1927)
- Bathysalenia skylari Jagt, Jackson & van der Ham, 2014 †